# Банатски Деспотовац
Банатски Деспотовац (мађ. Ernőháza) је насеље града Зрењанина, у Средњобанатском округу, у Србији. Према попису из 2022. било је 917 становника.

## Положај
Налази се 22 км источно од Зрењанина, док је од Сечња удаљен око 13 км. Тамиш протиче 2 км од Банатског Деспотовца. Надморска висина места је 53 м.

## Историја
Насеље је 1822. године формирао велепоседник јерменског порекла Киш Ерне. Породица Киш је тад поседовала највећу површину земљишта у Торонталској жупанији. Становници су досељавани из делова Аустрије и Немачке. Били су углавном римокатоличке вероисповести, али је било и евангелиста. Католичка бискупија формирана 1828. посвећена је Светој Кристини. Током досељавања долазе и румунске, хрватске и ромске породице. Село је првобитно носило назив Ернехаза, затим Ернестхаза, Ернестовац, Банатски Деспотовац и Ернстхаузен, да би после 1945. године опет добило име Банатски Деспотовац.
Садашњи назив село је добило 1924. године. Министарство унутрашњих дела Краљевине Југославије донело је решење о преименовању неких насеља. Тако је Ернестиновац промењен у Банатски Деспотовац. У селу је почео да ради 1929. године општински лекар др Георг Авендер.
Становништво села је крајем 1944. избегло пред надирањем Црвене армије у правцу Аустрије и Немачке, па је остао мали број мештана, које су чинили углавном старије особе и деца. Преостали становници швапске националности су од стране партизана измештени у логоре, те су у опустело село током 1945. године колонизовани Срби из Мркоњић Града, Шипова, Купреса, Гламоча и Ливна. Досељеницима су додељене куће и окућнице затечене у кућама првобитних становника. Досељени пристигли са ратом најзахваћенијих подручја Југославије су по доласку (као вид одмазде за претрпљена ратна страдања за која су колективно окривљени сви Немци) срушили католичку цркву, а 1946. и пратећи објекат – парохију. На месту истих остао је парк у центру насеља. Од 2012. године гради се Православна црква "Свети Деспот Стефан".
Године 2005. део атара села је био поплављен заједно за делом Баната у околини Сечња.

## Демографија
У насељу Банатски Деспотовац живи 1379 пунолетних становника, а просечна старост становништва износи 45,2 година (43,7 код мушкараца и 46,7 код жена). У насељу има 604 домаћинства, а просечан број чланова по домаћинству је 2,68.
Ово насеље је великим делом насељено Србима (према попису из 2002. године), а у последња три пописа, примећен је пад у броју становника.
|  |

| Демографија | Демографија | Демографија |
| Година      | Становника  | Становника  |
| ----------- | ----------- | ----------- |
| 1948.       | 3.098       |             |
| 1953.       | 2.955       |             |
| 1961.       | 2.864       |             |
| 1971.       | 2.289       |             |
| 1981.       | 1.993       |             |
| 1991.       | 1.823       | 1.793       |
| 2002.       | 1.620       | 1.642       |
| 2011.       | 1.291       |             |

| Етнички састав према попису из 2002.‍ | Етнички састав према попису из 2002.‍ | Етнички састав према попису из 2002.‍ | Етнички састав према попису из 2002.‍ | Етнички састав према попису из 2002.‍ |
| ------------------------------------ | ------------------------------------ | ------------------------------------ | ------------------------------------ | ------------------------------------ |
|                                      |                                      |                                      |                                      |                                      |
| Срби                                 | Срби                                 |                                      | 1.591                                | 98,20%                               |
| Румуни                               | Румуни                               |                                      | 7                                    | 0,43%                                |
| Хрвати                               | Хрвати                               |                                      | 3                                    | 0,18%                                |
| Југословени                          | Југословени                          |                                      | 3                                    | 0,18%                                |
| Мађари                               | Мађари                               |                                      | 2                                    | 0,12%                                |
| Македонци                            | Македонци                            |                                      | 2                                    | 0,12%                                |
| непознато                            | непознато                            |                                      | 3                                    | 0,18%                                |

| Година пописа     | 1948. | 1953. | 1961. | 1971. | 1981. | 1991. | 2002. |
| ----------------- | ----- | ----- | ----- | ----- | ----- | ----- | ----- |
| Број домаћинстава | 512   | 550   | 674   | 644   | 607   | 631   | 604   |

| Број чланова      | 1   | 2   | 3   | 4   | 5  | 6  | 7 | 8 | 9 | 10 и више | Просек |
| ----------------- | --- | --- | --- | --- | -- | -- | - | - | - | --------- | ------ |
| Број домаћинстава | 143 | 172 | 114 | 117 | 33 | 18 | 6 | 1 | 0 | 0         | 2,68   |

| Пол    | Укупно | Неожењен/Неудата | Ожењен/Удата | Удовац/Удовица | Разведен/Разведена | Непознато |
| ------ | ------ | ---------------- | ------------ | -------------- | ------------------ | --------- |
| Мушки  | 712    | 216              | 434          | 45             | 16                 | 1         |
| Женски | 714    | 121              | 432          | 151            | 10                 | 0         |
| УКУПНО | 1.426  | 337              | 866          | 196            | 26                 | 1         |

| Пол    | Укупно                    | Пољопривреда, лов и шумарство | Рибарство                            | Вађење руде и камена | Прерађивачка индустрија       |
| ------ | ------------------------- | ----------------------------- | ------------------------------------ | -------------------- | ----------------------------- |
| Мушки  | 362                       | 120                           | 9                                    | 1                    | 86                            |
| Женски | 205                       | 58                            | 0                                    | 0                    | 49                            |
| УКУПНО | 567                       | 178                           | 9                                    | 1                    | 135                           |
| Пол    | Производња и снабдевање   | Грађевинарство                | Трговина                             | Хотели и ресторани   | Саобраћај, складиштење и везе |
| Мушки  | 3                         | 32                            | 47                                   | 10                   | 18                            |
| Женски | 2                         | 6                             | 40                                   | 11                   | 6                             |
| УКУПНО | 5                         | 38                            | 87                                   | 21                   | 24                            |
| Пол    | Финансијско посредовање   | Некретнине                    | Државна управа и одбрана             | Образовање           | Здравствени и социјални рад   |
| Мушки  | 2                         | 3                             | 17                                   | 6                    | 4                             |
| Женски | 0                         | 1                             | 3                                    | 16                   | 8                             |
| УКУПНО | 2                         | 4                             | 20                                   | 22                   | 12                            |
| Пол    | Остале услужне активности | Приватна домаћинства          | Екстериторијалне организације и тела | Непознато            | Непознато                     |
| Мушки  | 4                         | 0                             | 0                                    | 0                    | 0                             |
| Женски | 4                         | 1                             | 0                                    | 0                    | 0                             |
| УКУПНО | 8                         | 1                             | 0                                    | 0                    | 0                             |